# Tolsti lastovičnik
Tolsti lastovičnik ali gvačaro (znanstveno ime Steatornis caripensis) je nočno aktiven sadjejed ptič, razširjen po severnem delu Južne Amerike. Je edina vrsta svojega rodu (Steatornis), ki tvori samostojno družino tolstih lastovičnikov (Steatornithidae), zaradi številnih posebnosti pa po sodobni klasifikaciji celo lasten red (Steatornithiformes).

## Telesne značilnosti
Je srednje velik ptič, ki v dolžino zraste 41–49 cm, po obliki telesa in drži pa spominja na veliko podhujko. Ima dolge, koničaste peruti, dolg, zaokrožen rep in kratke noge z močnimi kremplji. Na glavi je močan kljun z navzdol ukrivljeno konico, ki je sicer kratek, a ima tolsti lastovičnik podobno kot podhujke zelo široka usta. Obdajajo jih trde ščetine, pa tudi sicer je perje trše kot pri sorodnih ležetrudnikih. Operjenost je rdečkasto-rjava z belimi pikami na krovnih peresih. Samice so nekoliko svetlejše od samcev, sicer pa sta si spola podobna. Na repu so prečne temne pege, med mirovanjem ga ptič drži v obliki strehe s srednjimi peresi najvišje.
Na nočno življenje je prilagojen z ostrim vohom, predvsem pa izredno dovršenimi očmi. Te niso posebej velike, imajo pa široke zenice, ki dajejo najboljšo znano sposobnost zbiranja svetlobe med vsemi ptiči. Na mrežnici je milijon čutilnih paličnic na mm², največja znana gostota med vsemi vretenčarji, ki so povrh tega urejene v plasteh, podobno kot pri globokomorskih ribah in drugače od vseh drugih ptičev. Zaradi prilagoditev dobro izkoriščajo šibko svetlobo v polmraku, podnevi pa je vid zaradi tega verjetno slabši.

## Vedenje in prehrana
Aktivni so ponoči, ko izletavajo iz počivališč in iščejo hrano. Ta sestoji iz plodov južnoameriških oljnih palm (Elaeis oleifera), lovorovk in mirovk, bogatih z rastlinskimi olji. So zelo družabni in se običajno zadržujejo v večjih skupinah, tudi med iskanjem hrane. Plodove pobirajo tako, da lebdijo ob drevesu s hitrim prhutanjem in jih zagrabijo s kljunom.

### Oglašanje
Oglašajo se s predirljivimi kriki in vreščanjem, ki spominjajo na človeško kričanje in po katerih so dobili ime gvačaro (špansko guácharo - »javkač«).
Z nočnim načinom življenja je povezana še ena njihova posebnost: kot eni redkih ptičev se ob prešibki svetlobi orientirajo z eholokacijo, podobno kot netopirji. Z glasilkami proizvajajo kratke, človeku slišne klike, tudi po 250-krat na sekundo. Zvok se odbija od ovir v okolici in zaradi časovnega zamika omogoča določanje smeri in oddaljenosti ovir, to pa omogoča tolstim lastovičnikom, da letijo tudi v trdi temi. Sposobnost se je verjetno neodvisno razvila tudi pri nekaterih hudournikih, zaenkrat pa ni znano, da bi jo imel še kak drug ptič.

### Gnezditev
Gnezdijo v velikih kolonijah v jamah, v katerih se znajdejo s pomočjo eholokacije. Te so goste in hrupne, največje s po več tisoč pari, ki gradijo gnezda na skalnih policah v notranjosti. Par ostane skupaj dlje časa in se leto za letom vrača na isto gnezdo, bližnjo okolico katerega branita kot svoj teritorij.
Gnezdo je iz izbljuvane hrane, iztrebkov in drugih organskih snovi ter sprijeto s slino. Vanj samica izleže 1–4 jajca, iz katerih se po dobrem mesecu izvalijo mladiči. Te par hrani z izbljuvanimi plodovi, dokler niso skoraj enkrat težji od odraslih. Pri tem rastejo zelo počasi, verjetno zaradi prehrane, revne z beljakovinami – osamosvojijo se šele po treh do štirih mesecih. Po drugi strani imajo v sebi toliko olja, da jih staroselci pobirajo iz gnezd in s prekuhavanjem pridobivajo olje za oljne svetilke in prehrano, kar je botrovalo angleškemu imenu »oilbird« in tudi rodovnemu imenu (Steatornis iz grške besede stear, steatos – maščoba in ornis – ptič).
Gnezditev je sicer sezonska, med deževnim obdobjem, ko je na voljo dovolj hrane za mladiče.

## Habitat in razširjenost
Razširjeni so po severu Južne Amerike, vključno z južnim delom Karibov, vezani so na zimzelene nižinske in gorske gozdove, kjer vse leto najdejo dovolj hrane. Druga zahteva so jame, v katerih gnezdijo, to pomeni v loku od Gvajane, Trinidada in Venezuele ter vzdolž Andov južno do Bolivije, na nadmorskih višinah od 120 vse do več kot 3000 m. Bolj v notranjosti celine najdejo primeren habitat na mizastih gorah (tepuijih) v Braziliji in Venezueli.
V iskanju hrane lahko preletijo več kot sto kilometrov na noč in se ne vračajo vsako noč v svojo jamo, zaradi česar so verjetno učinkoviti raznašalci semen. Nekatere populacije naj bi se v ta namen tudi selile na nekoliko daljše razdalje izven gnezditvenega obdobja.

## Sistematika
Tradicionalno so tolste lastovičnike kot družino uvrščali med ležetrudnike, skupaj z zaspanci (Nyctibiidae), lastovičniki (Podargidae) in podhujkami (Caprimulgidae), včasih tudi z drugimi bližnjimi sorodniki, kot so hudourniki. Vendar so razločevalni znaki nejasni in zlasti tolsti lastovičnik je velik posebnež med njimi, saj je denimo edini sadjejed. Po sodobnem konsenzu vse naštete ločujejo v lastne redove, sorodstvena razmerja med njimi pa ostajajo nejasna.